# 竺苗龙
竺苗龙（1942年4月—），浙江奉化人，中国数学家、力学家、航空专家，青岛大学前校长，现任青岛大学名誉校长。第六、七、八届全国政协委员。

## 生平
1966年，毕业于浙江大学数学力学系。1978年7月，调入西北工业大学任教，1979年，被评为副教授。后任教于中国科学技术大学。调任青岛大学，出任副校长，并负责分管青岛大学的科研工作。1993年，出任青岛大学校长，并兼任青岛大学文理学院的院长。1997年，成为青岛大学的名誉校长。

## 著作
- 《星际飞行中的几个问题》
- 《多级火箭的优化理论》
- 《最佳轨道引论》
- 《航天力学中的一些理论问题》（英文版在美国纽约出版发行）
- 《航天力学中一些理论问题(2)》
- 《关于多级火箭结构参数的优化理论》
- 《关于平面情况发射航天器最佳轨道的理论》